# Chrysso albomaculata
Espèce
Synonymes
- Argyrodes elegans Taczanowski, 1873 nec Blackwall, 1862
- Steatoda voluta F. O. Pickard-Cambridge, 1902
- Achaea luculenta Bryant, 1940
- Theridion emendatum Roewer, 1942
- Chrysso davisi Bryant, 1945

Chrysso albomaculata est une espèce d'araignées aranéomorphes de la famille des Theridiidae.

## Distribution
Cette espèce se rencontre des États-Unis au Brésil.

## Description
Les mâles mesurent de 1,9 à 3,1 mm et les femelles de 2,5 à 4,5 mm.

## Publication originale
- O. Pickard-Cambridge, 1882 : On new genera and species of Araneidea. Proceedings of the Zoological Society of London, vol. 1882, p. 423-442 (texte intégral) (en).